# ليونارد لي
ليونارد لي هو شخصية أعمال كندي، ولد في 17 يوليو 1938 في Wadena, Saskatchewan ‏ في كندا، وتوفي في 7 يوليو 2016 في أوتاوا في كندا.